# Wereldbeker schaatsen 2011/2012 - Wereldbeker 3
De Wereldbeker schaatsen 2011/2012 Wereldbeker 3  was de derde wedstrijd van het Wereldbekerseizoen die van 2 tot en met 4 december 2011 plaatsvond in Thialf in Heerenveen, Nederland. Tijdens deze wereldbekerwedstrijd werd de teamsprint verreden als demonstratieonderdeel.

## Tijdschema
| Datum               | Tijd  | Onderdeel |
| ------------------- | ----- | --- |
| Vrijdag 2 december  | 16:00 | 1e 500 m vrouwen 1e 500 m mannen 5000 m vrouwen 1500 m mannen                                                              |
| Zaterdag 3 december | 13:15 | 2e 500 m vrouwen 2e 500 m mannen 1500 m vrouwen 10.000 m mannen                                                            |
| Zondag 4 december   | 13:00 | 1000 m vrouwen 1000 m mannen ploegenachtervolging vrouwen ploegenachtervolging mannen teamsprint vrouwen teamsprint mannen |

## Belgische deelnemers
| Afstand | Geslacht | Deelnemers, A- of B-groep | Deelnemers, A- of B-groep | Deelnemers, A- of B-groep | Deelnemers, A- of B-groep |
| ------- | -------- | ------------------------- | ------------------------- | ------------------------- | ------------------------- |
| 1500m   | Mannen   | Bart Swings               | B                         |                           |                           |
|         |          |                           |                           |                           |                           |
| 10.000m | Mannen   | Bart Swings               | A                         |                           |                           |

De beste Belg per afstand is vet gezet

## Nederlandse deelnemers
| Afstand              | Geslacht | Deelnemers, A- of B-groep                            | Deelnemers, A- of B-groep                            | Deelnemers, A- of B-groep                            | Deelnemers, A- of B-groep                            | Deelnemers, A- of B-groep                            | Deelnemers, A- of B-groep                            | Deelnemers, A- of B-groep                            | Deelnemers, A- of B-groep                            | Deelnemers, A- of B-groep                            | Deelnemers, A- of B-groep                            |
| -------------------- | -------- | ---------------------------------------------------- | ---------------------------------------------------- | ---------------------------------------------------- | ---------------------------------------------------- | ---------------------------------------------------- | ---------------------------------------------------- | ---------------------------------------------------- | ---------------------------------------------------- | ---------------------------------------------------- | ---------------------------------------------------- |
| 1e 500m              | Mannen   | Stefan Groothuis                                     | A                                                    | Jesper Hospes                                        | A                                                    | Ronald Mulder                                        | A                                                    | Jan Smeekens                                         | A                                                    | Michel Mulder                                        | B                                                    |
| 1e 500m              | Vrouwen  | Margot Boer                                          | A                                                    | Annette Gerritsen                                    | A                                                    | Thijsje Oenema                                       | A                                                    | Laurine van Riessen                                  | A                                                    | Janine Smit                                          | B                                                    |
|                      |          |                                                      |                                                      |                                                      |                                                      |                                                      |                                                      |                                                      |                                                      |                                                      |                                                      |
| 2e 500m              | Mannen   | Stefan Groothuis                                     | A                                                    | Jesper Hospes                                        | A                                                    | Michel Mulder                                        | A                                                    | Ronald Mulder                                        | A                                                    | Jan Smeekens                                         | A                                                    |
| 2e 500m              | Vrouwen  | Margot Boer                                          | A                                                    | Annette Gerritsen                                    | A                                                    | Thijsje Oenema                                       | A                                                    | Laurine van Riessen                                  | A                                                    | Janine Smit                                          | B                                                    |
|                      |          |                                                      |                                                      |                                                      |                                                      |                                                      |                                                      |                                                      |                                                      |                                                      |                                                      |
| 1000m                | Mannen   | Stefan Groothuis                                     | A                                                    | Kjeld Nuis                                           | A                                                    | Pim Schipper                                         | A                                                    | Sjoerd de Vries                                      | A                                                    | Mark Tuitert                                         | B                                                    |
| 1000m                | Vrouwen  | Margot Boer                                          | A                                                    | Marrit Leenstra                                      | A                                                    | Thijsje Oenema                                       | A                                                    | Laurine van Riessen                                  | A                                                    | Ireen Wüst                                           | A                                                    |
|                      |          |                                                      |                                                      |                                                      |                                                      |                                                      |                                                      |                                                      |                                                      |                                                      |                                                      |
| 1500m                | Mannen   | Stefan Groothuis                                     | A                                                    | Wouter Olde Heuvel                                   | A                                                    | Kjeld Nuis                                           | A                                                    | Mark Tuitert                                         | A                                                    | Sjoerd de Vries                                      | A                                                    |
| 1500m                | Vrouwen  | Marrit Leenstra                                      | A                                                    | Diane Valkenburg                                     | A                                                    | Linda de Vries                                       | A                                                    | Ireen Wüst                                           | A                                                    | Annouk van der Weijden                               | B                                                    |
|                      |          |                                                      |                                                      |                                                      |                                                      |                                                      |                                                      |                                                      |                                                      |                                                      |                                                      |
| 10.000m              | Mannen   | Jorrit Bergsma                                       | A                                                    | Bob de Jong                                          | A                                                    | Sven Kramer                                          | A                                                    | Bob de Vries                                         | A                                                    | Douwe de Vries                                       | A                                                    |
| 5000m                | Vrouwen  | Janneke Ensing                                       | A                                                    | Linda de Vries                                       | A                                                    | Carlijn Achtereekte                                  | B                                                    | Pien Keulstra                                        | B                                                    | Annouk van der Weijden                               | B                                                    |
|                      |          |                                                      |                                                      |                                                      |                                                      |                                                      |                                                      |                                                      |                                                      |                                                      |                                                      |
| Ploegenachtervolging | Mannen   | Jan Blokhuijsen, Sven Kramer en Wouter Olde Heuvel   | Jan Blokhuijsen, Sven Kramer en Wouter Olde Heuvel   | Jan Blokhuijsen, Sven Kramer en Wouter Olde Heuvel   | Jan Blokhuijsen, Sven Kramer en Wouter Olde Heuvel   | Jan Blokhuijsen, Sven Kramer en Wouter Olde Heuvel   | Jan Blokhuijsen, Sven Kramer en Wouter Olde Heuvel   | Jan Blokhuijsen, Sven Kramer en Wouter Olde Heuvel   | Jan Blokhuijsen, Sven Kramer en Wouter Olde Heuvel   | Jan Blokhuijsen, Sven Kramer en Wouter Olde Heuvel   | Jan Blokhuijsen, Sven Kramer en Wouter Olde Heuvel   |
| Ploegenachtervolging | Vrouwen  | Marrit Leenstra, Linda de Vries en Ireen Wüst        | Marrit Leenstra, Linda de Vries en Ireen Wüst        | Marrit Leenstra, Linda de Vries en Ireen Wüst        | Marrit Leenstra, Linda de Vries en Ireen Wüst        | Marrit Leenstra, Linda de Vries en Ireen Wüst        | Marrit Leenstra, Linda de Vries en Ireen Wüst        | Marrit Leenstra, Linda de Vries en Ireen Wüst        | Marrit Leenstra, Linda de Vries en Ireen Wüst        | Marrit Leenstra, Linda de Vries en Ireen Wüst        | Marrit Leenstra, Linda de Vries en Ireen Wüst        |
|                      |          |                                                      |                                                      |                                                      |                                                      |                                                      |                                                      |                                                      |                                                      |                                                      |                                                      |
| Teamsprint           | Mannen   | Jespers Hospes, Michel Mulder en Sjoerd de Vries     | Jespers Hospes, Michel Mulder en Sjoerd de Vries     | Jespers Hospes, Michel Mulder en Sjoerd de Vries     | Jespers Hospes, Michel Mulder en Sjoerd de Vries     | Jespers Hospes, Michel Mulder en Sjoerd de Vries     | Jespers Hospes, Michel Mulder en Sjoerd de Vries     | Jespers Hospes, Michel Mulder en Sjoerd de Vries     | Jespers Hospes, Michel Mulder en Sjoerd de Vries     | Jespers Hospes, Michel Mulder en Sjoerd de Vries     | Jespers Hospes, Michel Mulder en Sjoerd de Vries     |
| Teamsprint           | Vrouwen  | Floor van den Brandt, Anice Das en Annette Gerritsen | Floor van den Brandt, Anice Das en Annette Gerritsen | Floor van den Brandt, Anice Das en Annette Gerritsen | Floor van den Brandt, Anice Das en Annette Gerritsen | Floor van den Brandt, Anice Das en Annette Gerritsen | Floor van den Brandt, Anice Das en Annette Gerritsen | Floor van den Brandt, Anice Das en Annette Gerritsen | Floor van den Brandt, Anice Das en Annette Gerritsen | Floor van den Brandt, Anice Das en Annette Gerritsen | Floor van den Brandt, Anice Das en Annette Gerritsen |

De beste Nederlander per afstand is vet gezet

## Podia

### Mannen
| Wedstrijd            | Goud                                                     | Tijd     | Zilver                                                 | Tijd     | Brons                                                    | Tijd     |
| 1e 500 m             | Tucker Fredricks Verenigde Staten                        | 34,98    | Joji Kato Japan                                        | 35,07    | Mo Tae-bum Zuid-Korea                                    | 35,08    |
| 2e 500 m             | Pekka Koskela Finland                                    | 35,01    | Joji Kato Japan                                        | 35,02    | Jesper Hospes Nederland                                  | 35,07    |
| 1000 m               | Kjeld Nuis Nederland                                     | 1.08,64  | Sjoerd de Vries Nederland                              | 1.09,14  | Mo Tae-bum Zuid-Korea                                    | 1.09,18  |
| 1500 m               | Ivan Skobrev Rusland                                     | 1.45,81  | Kjeld Nuis Nederland                                   | 1.45,99  | Håvard Bøkko Noorwegen                                   | 1.46,49  |
| 10.000 m             | Jorrit Bergsma Nederland                                 | 12.50,33 | Bob de Jong Nederland                                  | 12.55,11 | Bob de Vries Nederland                                   | 13.03,41 |
| Ploegenachtervolging | Nederland Jan Blokhuijsen Sven Kramer Wouter Olde Heuvel | 3.42,35  | Zuid-Korea Joo Hyung-joon Ko Byung-wook Lee Seung-hoon | 3.43,82  | Duitsland Alexej Baumgärtner Patrick Beckert Marco Weber | 3.45,28  |
|                      |                                                          |          |                                                        |          |                                                          |          |
| Teamsprint           | Nederland Jesper Hospes Michel Mulder Sjoerd de Vries    | 1.20,13  | Rusland Dmitry Lobkov Aleksandr Lebedev Aleksej Jesin  | 1.21,39  | Canada 2 Jamie Gregg Gilmore Junio Tyler Derraugh        | 1.21.43  |

### Vrouwen
| Wedstrijd            | Goud                                                      | Tijd    | Zilver                                                              | Tijd    | Brons                                                      | Tijd    |
| 1e 500 m             | Yu Jing China                                             | 37,84   | Lee Sang-hwa Zuid-Korea                                             | 37,91   | Wang Beixing China                                         | 38,17   |
| 2e 500 m             | Yu Jing China                                             | 37,67   | Jenny Wolf Duitsland                                                | 38,19   | Laurine van Riessen Nederland                              | 38,20   |
| 1000 m               | Christine Nesbitt Canada                                  | 1.15,32 | Yu Jing China                                                       | 1.15,82 | Jekaterina Sjichova Rusland                                | 1.16,16 |
| 1500 m               | Christine Nesbitt Canada                                  | 1.55,68 | Ireen Wüst Nederland                                                | 1.57,15 | Jekaterina Sjichova Rusland                                | 1.57,17 |
| 5000 m               | Martina Sáblíková Tsjechië                                | 6.58,87 | Claudia Pechstein Duitsland                                         | 7.02,92 | Stephanie Beckert Duitsland                                | 7.04,77 |
| Ploegenachtervolging | Canada Cindy Klassen Christine Nesbitt Brittany Schussler | 3.00,01 | Rusland Jekaterina Lobysjeva Jekaterina Sjichova Joelia Skokova     | 3.02,38 | Zuid-Korea Kim Bo-reum Lee Ju-youn Noh Seon-yeong          | 3.03,18 |
|                      |                                                           |         |                                                                     |         |                                                            |         |
| Teamsprint           | Japan Yukana Nishina Maki Tsuji Miyako Sumiyoshi          | 1.29,29 | Duitsland Monique Angermüller Heike Hartmann Gabriele Hirschbichler | 1.29,77 | Nederland Floor van den Brandt Annette Gerritsen Anice Das | 1.30,00 |